# Zolnay László
Zolnay László (Budapest, 1916. március 16. – Budapest, 1985. június 8.) régész, a történelemtudományok doktora (1984).

## Élete
A budapesti egyetemen latint és történelmet hallgatott, majd 1938-ban filozófia-esztétika-művészettörténet tárgyakból doktori oklevelet szerzett. A Franklin Társulat könyvkiadójában lett lektor, a Tükör folyóiratnál pedig segédszerkesztő. 1939-től a Friss Újság munkatársa volt. 1941-től a lapot kiadó Általános Nyomda és Grafikai Rt. cégvezetője, majd ügyvezető igazgatója lett.
1949-ben rövid ideig a rádió munkatársa, majd ugyanebben az évben a budavári ásatásoknál alkalmazták. 1951-ben szakmai nézeteit kifogásolva elbocsátották. 1952-ben az egri múzeumban dolgozott, 1953-tól az esztergomi Balassa Bálint Múzeum igazgatója volt. Rendezte az esztergomi Keresztény Múzeum, a Kincstár és a Vármúzeum anyagát is. 1960-tól a Művészettörténeti Dokumentációs Központ, 1961-től a Budapesti Történeti Múzeum főmunkatársa.
Ásatásokat végzett többek között a budaszentlőrinci pálos kolostorban, a budai nagy zsinagógában, a 13. századi királyi szálláshelyen (Magna Curia). Utóbbinak meghatározta helyét és feltárta falait. 1967-től a budai várpalota területén folytatta ásatásait, 1974-ben hozta felszínre a budavári gótikus szoborleletet, amely ma a BTM Vármúzeumban látható.

## Művei
- Pellengéren. Zolnay László versei; Mérnökök Ny., Bp., 1935
- Kultúra, természet, történet; Franklin Ny., Bp., 1938 (Dolgozatok a Kir. Magy. Pázmány Péter Tudományegyetem Philosophiai Semináriumából)
- 1956 Emléklap Esztergom második megalapításának hétszázadik évfordulójára 1256–1956
- 1956 Esztergom (tsz. Dercsényi Dezső). Budapest
- 1957 Esztergom útikalauz
- 1960 A Tanácsköztársaság napjai Esztergomban (tsz. Lettrich Edit). Budapest
- Az esztergomi vár. A Bazilika, a Vármúzeum és a Főszékesegyházi Kincstár leírásával; Múzeumok Központi Propaganda Irodája, Bp., 1960
- 1963 Esztergom (tsz: Lettrich Edit). Budapest
- 1968 Buda középkori zsidósága. Budapest
- Ünnep és hétköznap a középkori Budán; Gondolat, Bp., 1969
- Vadászatok a régi Magyarországon; Natura, Bp., 1971
- 1975/1985 Ünnep és hétköznap a középkori Budán. Budapest
- 1976 A budavári gótikus szoborlelet (tsz. Szakál Ernő)
- Kincses Magyarország. Középkori művelődésünk történetéből; Magvető, Bp., 1977
- 1977 A magyar muzsika századaiból. Budapest
- 1978 Esztergom 1945–1975 Tanulmányok és bibliográfia (tsz: Martsa Alajos, Ortutay András). Komárom
- A budai vár; Gondolat, Bp., 1981 (Gondolat zsebkönyvek)
- 1982 Az elátkozott Buda. Buda aranykora. Budapest
- Fény és árnyék a középkori Magyarországon; ill. Major János; Kozmosz Könyvek, Bp., 1983 (Az én világom)
- 1983 A középkori Esztergom. Budapest
- Egy szegedi polgár a 19. században. Id. Gál Ferenc, 1824–1898; Móra Múzeum, Szeged, 1985 (Szeged művelődéstörténetéből)
- Endrei Walter–Zolnay László: Társasjáték és szórakozás a régi Európában; ill. Major János, Márton László, Szentesné Sinkó Zsuzsanna; Corvina, Bp., 1986
- 1986 Hírünk és hamvunk. Budapest. (visszaemlékezések)
- Mozaikok a magyar újkorból; Móra, Bp., 1986 (Az én világom)
- Buda középkori zsidósága és zsinagógáik; BTM, Bp., 1987
- Zolnay László–Marosi Ernő: A budavári szoborlelet; Corvina, Bp., 1989